# Noblesse oblige (groupe)
Pour les articles homonymes, voir Noblesse oblige (homonymie).
Noblesse oblige est un groupe de synthpop britannique, originaire de Londres, en Angleterre. Composé de deux membres, il est formé en 2004 par Sebastian Lee Philipp et Valérie Renay.

## Biographie
Le groupe se forme en 2004 de la rencontre de l'auteur-compositeur et producteur allemand Sebastian Lee Philipp, et l'actrice et chanteuse française Valérie Renay, à Londres.
Leur premier album, Privilege Entails Responsibility (leur traduction en anglais de leur nom français), est sorti en 2006 sur le label anglais Horseglue Records. Après leur déménagement vers Berlin en 2008 sort leur deuxième album, In Exile, sur le label allemand RepoRecords.
Le 28 mai 2010 sort leur troisième album, Malady, qui comprend 122 morceaux, d'une durée d'écoute de 47 minutes, toujours sur le même label RepoRecords. Il est suivi par un quatrième opus, intitulé Affair of the Heart, en 2013.

## Récompenses
Le groupe remporte le prix de musique russe Steppenwolf Music Award pour leur album In Exile comme « meilleur groupe étranger de 2009 ». Avec Mia et Polarkreis 18, Noblesse oblige reçoit en 2008 la promotion Initiative Musik du ministère de la culture allemand.

## Membres
Valérie Renay (chant, batterie, claviers) continue sa profession d'actrice de théâtre et de cinéma. Elle joue en 2008 dans le film L'Amour toujours du réalisateur néerlandais Edwin Brienen. Sebastian Lee Philipp (chant, guitare, production) s'est aussi investi dans le projet musical Der Räuber und der Prinz.

## Discographie

### Albums studio
- 2006 : Privilege Entails Responsibility (réédité en 2009)
- 2008 : In Exile
- 2010 : Malady
- 2013 : Affair of the Heart

### Singles
- 2004 : Bitch / Daddy Don't Touch Me There (double face A)
- 2005 : Quel genre de garçon / Lil' Dirty (double face A)
- 2008 : Tanz, Mephisto!